# Irish Naturalists' Journal
O Irish Naturalists 'Journal (ISSN 0021-1311) é uma revista científica que cobre todos os aspectos da história natural. Está publicado desde 1925. Foi antecedido por The Irish Naturalist (1892 a 1924).